# San Giovanni in Galdo
San Giovanni in Galdo là một đô thị ở tỉnh Campobasso trong vùng Molise thuộc nước Ý, có vị trí cách khoảng 7 km về phía đông của Campobasso. Tại thời điểm ngày 31 tháng 12 năm 2004, đô thị này có dân số 708 người và diện tích là 19.4 km².
San Giovanni in Galdo giáp các đô thị: Campobasso, Campodipietra, Campolieto, Matrice, Monacilioni, Toro.